# Massularia
Massularia é um género botânico pertencente à família Rubiaceae.
1. ↑  «Massularia — World Flora Online». www.worldfloraonline.org. Consultado em 19 de agosto de 2020